# Маркова къща (Ърбеле)
Вижте пояснителната страница за други значения на Маркова къща.
Марковата къща (на албански: Banesa e Tashko Markos) е възрожденска къща в дебърското село Ърбеле (Хербел), Република Албания. Принадлежи на Ташко Марков. В 1977 година е обявена за архитектурен паметник на Албания.